# Předhradí

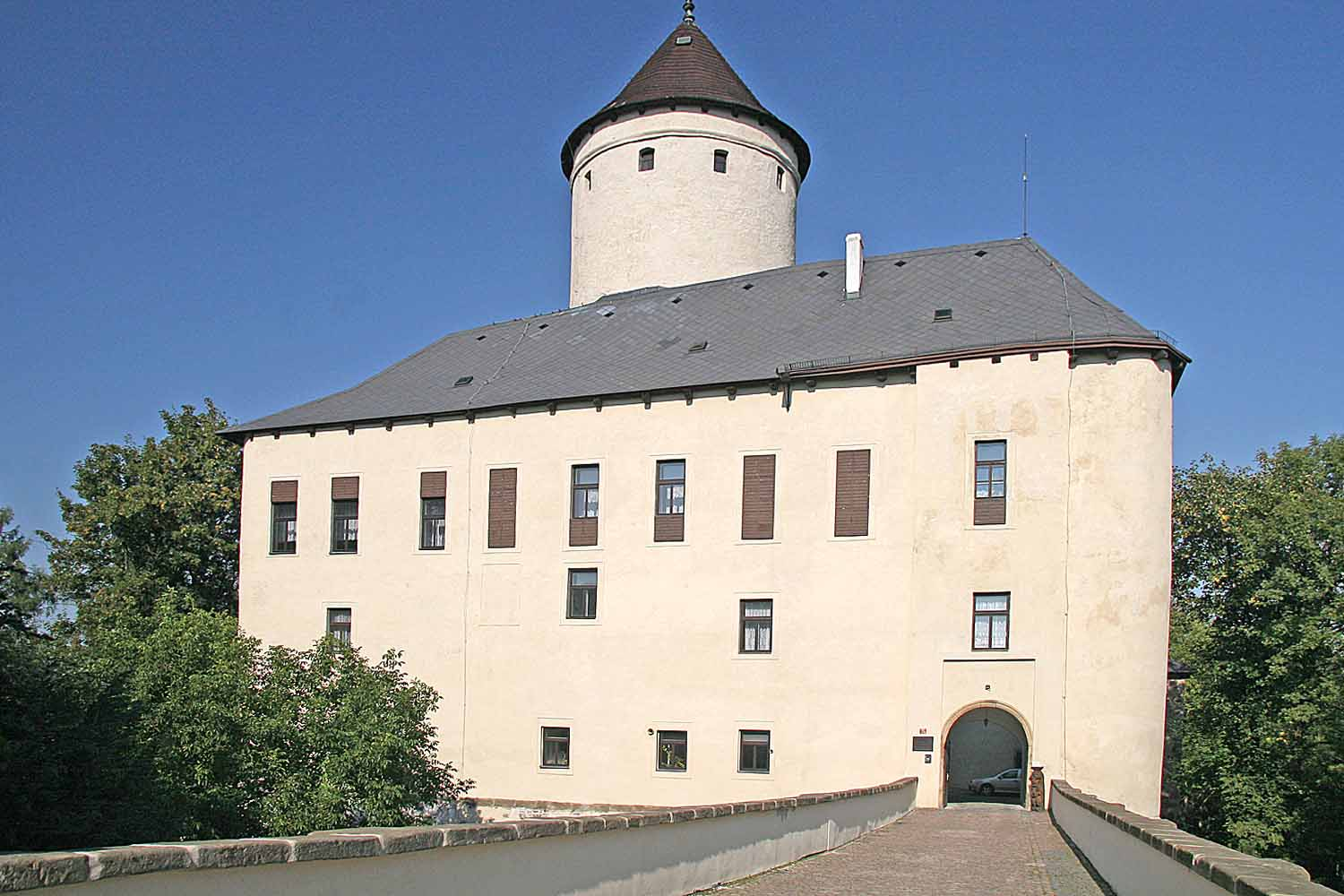
Slottet Rychmurk

Předhradí är en by i Pardubice i Tjeckien. Byn har runt 460 invånare.
Byn nämndes i skrift första gången år 1654, namnet betyder ungefär före slottet, vilket relaterar till slottet Rychmburk.

## Personligheter
- Adolf Heyduk, (1835-1923), poet.